# The Definitive Collection (ABBA)
The Definitive Collection è una raccolta di successi della carriera degli ABBA. 

## Descrizione
Le canzoni variano da People need love, che apre il primo cd, a The Visitors e altre tre canzoni composte nel 1981. Come suggerisce il titolo, non si tratta della prima antologia di successi del gruppo (né dell'ultima).  
Come bonus tracks sono presenti Ring Ring e Voulez-Vous, composte rispettivamente nell'anno 1974 e 1979.
Nel 2003 l'album è stato inserito alla posizione #180 da Rolling Stone nella lista dei 500 album migliori di tutta la storia.
L'album è arrivato in terza posizione in Danimarca, in ottava in Norvegia, in nona in Nuova Zelanda, in decima in Italia ed Australia (rimanendo in classifica 53 settimane) ed in quattordicesima in Germania (rimanendo in classifica 107 settimane).

## Tracce
Disco 1
1. People Need Love – 2:45
2. He Is Your Brother – 3:18
3. Ring Ring – 3:04
4. Love Isn't Easy (But Is Sure Is Hard Enough) – 2:53
5. Waterloo – 2:47
6. Honey, Honey – 2:55
7. So Long – 3:05
8. I Do, I Do, I Do, I Do, I Do – 3:16
9. S.O.S. – 3:20
10. Mamma Mia – 3:32
11. Fernando – 4:14
12. Dancing Queen – 3:51
13. Money, Money, Money – 3:05
14. Knowing Me, Knowing You – 4:01
15. The Name of the Game – 4:52
16. Take a Chance on Me – 4:05
17. Eagle – 4:27
18. Summer Night City – 3:35
19. Chiquitita – 5:24
20. Does Your Mother Know – 3:13
21. Rock Me (solo in Australia) – 3:08
22. Hasta Mañana (solo in Australia) – 3:11

Disco 2
1. Voulez-Vous – 5:08
2. Angeleyes – 4:19
3. Gimme! Gimme! Gimme! (A Man After Midnight) – 4:50
4. I Have a Dream – 4:42
5. The Winner Takes It All – 4:56
6. Super Trouper – 4:13
7. On and On and On – 3:42
8. Lay All Your Love on Me – 4:34
9. One of Us – 3:56
10. When All Is Said and Done – 3:17
11. Head over Heels – 3:47
12. The Visitors – 5:46
13. The Day Before You Came – 5:51
14. Under Attack – 3:47
15. Thank You for the Music – 3:51
16. Ring Ring – 3:10
17. Voulez-Vous – 6:07

## DVD raccolta videoclip
1. Waterloo – 2:47
2. Ring Ring – 3:04
3. Mamma Mia – 3:32
4. S.O.S. – 3:20
5. Bang-a-Boomerang – 2:50
6. I Do, I Do, I Do, I Do, I Do – 3:16
7. Fernando – 4:14
8. Dancing Queen – 3:51
9. Money, Money, Money – 3:05
10. Knowing Me, Knowing You – 4:01
11. That's Me – 3:16
12. The Name of the Game – 4:52
13. Take a Chance on Me – 4:05
14. Eagle – 4:27
15. One Man, One Woman – 4:37
16. Thank You for the Music – 3:51
17. Summer Night City – 3:35
18. Chiquitita – 5:24
19. Does Your Mother Know – 3:13
20. Voulez-Vous – 5:08
21. Gimme! Gimme! Gimme! (A Man After Midnight) – 4:50
22. On and On and On – 3:42
23. The Winner Takes It All – 4:56
24. Super Trouper – 4:13
25. Happy New Year – 4:23
26. When All Is Said and Done – 3:17
27. One of Us – 3:56
28. Head over Heels – 3:47
29. The Day Before You Came – 5:51
30. Under Attack – 3:47
31. When I Kissed the Teacher – 3:01
32. Estoy sonando (I Have a Dream) – 4:45
33. Felicidad (Happy New Year) – 4:23
34. No hay a quien culpar (When All Is Said and Done) – 3:17
35. Dancing Queen (Live at the Swedish Royal Opera)